# هوارد جونسون (لاعب كرة قاعدة)
هوارد جونسون (بالإنجليزية: Howard Johnson)‏ هو لاعب كرة قاعدة أمريكي، ولد في 29 نوفمبر 1960 في كليرواتر في الولايات المتحدة.

## وصلات خارجية
- هوارد جونسون على موقع دوري كرة القاعدة الرئيسي (الإنجليزية)
- هوارد جونسون على موقعبيزبول رفرنس.كوم (الدوري الرئيسي) (الإنجليزية)
- هوارد جونسون على موقعبيزبول رفرنس.كوم (الدوري الثانوي) (الإنجليزية)
- هوارد جونسون على موقع إي إس بي إن.كوم (أم.أل.بي) (الإنجليزية)
- هوارد جونسون على موقع مشجعي الرسوم البيانية (الإنجليزية)